# 長孫儉
長孫儉（492年—569年12月19日），本名庆明，后改名俭，字庆明，恒州高陆县（今陕西省西安市高陵区）人，祖籍河南郡洛阳县（今河南省洛阳市东），北魏、西魏、北周官员。

## 生平
长孙俭的祖先是北魏宗族的分支，姓拔拔氏。魏孝文帝迁都洛阳时，拔拔氏改为长孙氏，长孙俭的五世祖长孙嵩是北魏的太尉、北平王。
长孙俭年少正直，有操守德行，相貌魁梧，神情严肃，即使在家中，整天也是矜持庄重的样子。长孙俭生性不随意交往，如果不是志同道合，即使王公贵族造访，长孙俭也不和他们相见。虚龄十八岁时，长孙俭以员外散骑侍郎为起家官，很快转任轻车将军、羽林监，跟随尔朱天光前往关中，署理东夏州防城大都督，跟随尔朱天光击败陇右的宿勤明达等人，以功获赐爵索虏侯。宇文泰前往夏州时，任命长孙俭为录事，对他非常赏识敬重。贺拔岳被杀后，宇文泰前往平凉，凡是筹划商讨大事，长孙俭都参与其中。长孙俭跟从宇文泰平定侯莫陈悦，宇文泰将长孙俭留下担任秦州长史、防城大都督，委任后方事务，另外封他为信都县伯。永熙三年（534年），渭州刺史可朱浑元投奔东魏后，黄河与渭水一带人心离散，秦州刺史李弼命令长孙俭暂时镇守渭州，宇文泰任命长孙俭为假节、抚军将军、代理渭州刺史。长孙俭率领十余名骑兵冒着危难前往渭州，又随机应变安抚，羌族和胡族心悦诚服。大统元年（5355年），长孙俭又转任持节、西夏州刺史，加散骑常侍，很得民心和乐。大统五年（539年），当时西夏州没有归附宇文泰，而东魏派遣许和担任西夏州刺史，长孙俭以信义招引许和，许和于是杀死西夏州刺史张琼举州归附西魏。长孙俭当即出任使持节、镇东将军、都督东北三夏州诸军事、西夏州刺史，增加食邑一千户，进爵为公。
大统六年（540年），当时荆襄刚刚归附西魏，宇文泰表扬长孙俭功绩显著，应该委派他到东南任职，于是任命长孙俭为使持节、都督三荆三襄南雍平信江随郢浙一十二州诸军事、荆州刺史、东南道行台仆射。长孙俭所管轄的郑县县令泉璨被百姓起诉，推究调查获悉实情。长孙俭就将僚属都召集在一起对他们说:“这是由於刺史教海不够明确，诚信不能覆盖万物，這是我的罪过，不是泉璨的罪过。”长孙俭于是就在官署的大厅前面袒露身体责罚自己，放过泉璨不加责问。从此长孙俭属下的城市肃然，没有人敢犯法。魏文帝下诏书慰劳长孙俭。宇文泰又写信给长孙俭说说:“近来路人传送你因为属下县令有罪，就自我杖责三十下，用来使属下肃然生畏。我以前听说‘君王的臣子很忠贞，这是尽忠而不顾自身的缘故’，这无非是说忧虑公事忘却私利，知道的没有不实行罢了。还没有人像你这样严于律己处罚自身训导手下官员的。我听说此事非常嘉许感叹。”长孙俭清廉正直统领部下，同时心怀仁慈，有盗窃的人，追究属实，就教诲后释放了他。荆州蛮族的旧习俗是年少之人不尊敬年长的人。长孙俭对此殷勤的加以劝勉诱导，风俗大为改观。长孙俭致力于推广农耕和蚕桑，同时进行军队训练，所以边境没有忧虑，百姓安居乐业。官吏百姓上表请求为长孙俭修建一座清德楼，树碑立传，朝廷议论允许了。官吏百姓又因为长孙俭任职期满，唯恐有接替的人来，就前往朝廷乞求留下长孙俭，朝廷嘉奖而准许了他们的请求，长孙俭在荆州一共任职七年。
大统九年（543年），长孙俭加车骑大将军、仪同三司。大统十二年（546年），朝廷征召长孙俭回朝出任大行台尚书，兼相府司马。长孙俭曾经与各位公侯陪侍在宇文泰座前。等待长孙俭退下后，宇文泰对左右的人说：“此人娴雅，我每次与他交谈，都是肃然起敬，唯恐有什么失误。”有一天，宇文泰对长孙俭说：“名称与实际按道理应该相符合，尚书既然心中安于清贫朴素，可以改名为俭，用来彰显清雅的德操。”长孙俭因此改名为俭，字庆明。
大统十三年（547年），长孙俭加开府，其余官职如故。大统十四年（548年），长孙俭出任尚书左仆射，加侍中，晋升骠骑大将军。大统十五年（549年），长孙俭再度出任东南道行台仆射、都督十五州诸军事、代理荆州刺史。当时南梁岳阳王萧詧归附西魏，初次派遣使者入朝，到达荆州。长孙俭在荆州官署大厅中摆列军队仪仗，穿好军装，与使者以宾主之礼相见。长孙俭容貌魁梧，声音洪亮如钟，大声说鲜卑语，派人传话翻译给使者，南梁的使者惶恐不敢仰视。晚上，长孙俭穿着袍衫戴着纱帽，引着使者在别的屋舍设宴，于是和使者说到南梁政局动乱，西魏朝廷招安之意，说话有风采。使者非常高兴，出门后说：“我很难测此人的高深。”侯景之乱后，南梁司州刺史柳仲礼率兵救援，南梁竟陵郡太守孙暠献竟陵郡归附西魏，宇文泰命令大都督符贵前往镇守竟陵郡。侯景攻克建邺后，柳仲礼返回司州，进攻西魏，孙暠在竟陵郡叛变西魏，宇文泰大怒。大统十五年十一月，柳仲礼留长史马岫与弟弟柳子礼守安陆，自己亲自率领一万人向着襄阳进发，宇文泰派遣杨忠和行台仆射长孙俭率领军队进攻柳仲礼，以救援萧詧。
大统十六年（550年）七月，宇文泰率领十六军东征，长孙俭担任宇文泰大丞相府左长史参与了东征。西魏军队到达潼关后，宇文泰命令长孙俭和右长史郑道邕、司马杨宽、尚书苏亮、谘议刘孟良等人分别掌管各方面的事务。同年，长孙俭加都督南道三十六州诸军事，其余官职如故。等到梁元帝萧绎在江陵即位称帝，表面上与西魏和睦友好，内心却怀有其他打算。长孙俭秘密的写信报告宇文泰，陈述攻取南梁的计谋。于是宇文泰征召长孙俭入朝，向他询问谋略。长孙俭回答说：“现在江陵处于长江以北，离我们不远。湘东王萧绎即位已经有三年了，观察他的形势，他是不想东下。南梁宗室之间骨肉相残，百姓厌恶他们的毒害。荆州的军用物质和器械，储藏积蓄已经很久了，如果大军向南征讨，一定不会有匮乏的忧虑。而且兼并弱小攻伐昏昧，是军事上良好的原则。国家既然拥有了巴蜀，如果再平定江汉，抚慰安定那里，收取那里的贡赋，来供应军国的需求，天下就很容易平定了。”宇文泰认为长孙俭说的很正确，于是对他说：“按照你所说的，我攻取江陵已经算晚了。”宇文泰就命令长孙俭回荆州，秘密的做好准备。魏恭帝元年（554年），宇文泰命令柱国、燕国公于谨统帅军队讨伐江陵。出兵前，长孙俭向于谨询问说：“替萧绎打算一下，他该怎么办？”于谨说：“在汉江沔水炫耀兵威，把军民财物统统带上渡过长江，只在丹阳拒守，这是他的上策；迁徙外城内的居民，退守子城，加高女墙，等待外援，这是他的中策；如果难以迁徙，就拒守外城，这是他的下策。”长孙俭说：“估计萧绎会用什么计策？”于谨说：“一定会用下策。”长孙俭询问：“他放弃上策而用下策，为什么？”于谨回答说：“萧氏拒守江南，经历了几十年。正逢中原多事，没有顾得上对江南用兵。他们又认为我们有高氏的外患，一定分不出兵力。而且萧绎怯懦无谋，多疑虑而少决断。愚民难以与之谋划事情的开始，都留恋城里原本的住宅，既然不愿意迁移，就得拒守外城，所以说他会用下策。”魏恭帝元年十一月乙卯，于谨命令长孙俭入据金城。梁元帝对长孙俭说：“城中埋了黄金一千金，想要送给您。”长孙俭于是带着梁元帝入城，梁元帝趁机描述萧詧对自己的侮辱情况，对长孙俭说:“向您说谎，就是想要说被侮辱的事，哪有天子自己埋藏黄金？”长孙俭于是将梁元帝留在主衣库。十二月，于谨逼迫梁元帝写文书征召王僧辩前来，梁元帝不同意，于谨的使者说：“您现在还能由自己作主？”梁元帝回答说：“我既然无法由自己作主，王僧辩也不会听我的了。”梁元帝又向长孙俭要宫人王氏、荀氏和幼子萧犀首，长孙俭都还给了他。江陵平定后，因为长孙俭最先谋划此事，赐给长孙俭奴婢三百人。宇文泰写信给长孙俭说：“本来图谋江陵，是由你出谋划策的，如今果然和你所说的那样。有智谋的人能在事情尚未萌发时就有所发现，这是多么妙啊。但是吴地百姓离散，需要招抚安慰，使南方重镇顺服，非你不可。”宇文泰于是就命令长孙俭去镇守江陵。魏后二年（555年），长孙俭晋爵为昌宁郡公，升任大将军。魏后三年（556年），魏恭帝拓跋廓诏令长孙俭说：“吴人还没复国，需要帮助制定谋略，如今西梁王的兵马，都受到您的调度指挥”。长孙俭移镇荆州，出任总管荆襄等五十三州诸军事、代理荆州刺史。 
周孝闵帝元年（557年），楚国公赵贵等人将要图谋杀死晋国公宇文护，长孙俭的长子长孙僧衍参预其事，获罪被处死。宇文护征召长孙俭回朝，任命为小冢宰。保定二年（562年），长孙俭出任蒲州刺史、检校六防诸军事。保定四年闰九月己亥（564年11月3日），长孙俭加柱国大将军，又出任襄州刺史，其余官职如故。朝廷商议长孙俭操行廉洁，功勋大，周武帝下诏赞扬他，并赐给各种丝织品一千段，粟麦二千斛，以表彰长孙俭的美德。天和元年正月丁未（566年2月26日），长孙俭出任陕州刺史、都督八州二十防诸军事，其余官职如故。长孙俭曾经去朝廷上奏事情，当时遇上大雪，于是站在大雪中等待报告，从早一直等到晚上，竟然没有倦怠的面容。长孙俭奉行公事勤勤恳恳，都如此类。天和四年（569年），长孙俭因病回到京城，周武帝诏令因为长孙俭的旧居狭小，赐给豪华住宅一座。天和四年二月癸亥（569年3月6日），长孙俭出任夏州总管，因病未能上任。天和四年冬十一月辛亥（569年12月19日），长孙俭在京城住宅中去世，虚岁七十八。长孙俭临终前命令以当时的服装收殓，素色的马车装载棺木，不设置仪仗，亲友赠送的办丧财物全部不接受，长孙俭的儿子们都遵行。长孙俭又遗表周武帝，请求葬在宇文泰陵墓附近，并将官府所赐的住宅归还。周武帝诏令都按照长孙俭所说的那样办，赠予长孙俭原本的官职，加太保、凉夏灵银长原河鄯甘瓜等十州诸军事、凉州刺史，谥号文。荆州人仪同赵超等六百九十七人感激长孙俭的遗爱，拜谒朝廷请求为长孙俭立庙树碑，周武帝诏令准许。
天和六年（571年），周武帝认为四海没有安宁，天下三分鼎立，有怀念将帅的心意，于是追赠长孙俭为郐国公，食邑五千户。建德元年（572年），周武帝诏令说：“已故柱国、郐国公长孙俭临终时明察正直，发表善言，因为他所居住的宅第本由皇帝赐予，建造规模宏伟壮丽，不是自己儿子们所应当居住的，请求还给官府，另外迁居到其他地方。昔日孙叔敖推辞肥沃的土地，萧何前往穷乡僻壤，用古人来比照今人，长孙俭也无愧于古代的贤哲。然而有关官员不识大体，急速的把他的宅第给予了外人。追忆善行思念功绩，是先代君王的美好法典，岂能实现长孙俭的谦让，致使背离奖惩的道理！如今把长孙俭的住宅还给他的妻子儿女，使清明的风尚远播，以发扬先人的品德。”

## 家庭

### 高祖
- 长孙嵩，北魏太尉、北平王

### 曾祖
- 长孙地汾，安东将军、临川公

### 祖父
- 长孙酌，恒州刺史

### 父亲
- 长孙戫，员外散骑侍郎，早卒

### 夫人
- 曹氏[45]

### 子女
- 长孙僧衍
- 长孙隆，北周驸马都尉、司金中大夫、安平伯
- 长孙平，隋朝大将军、太常卿、判吏部尚书、襄阳康公
- 长孙璬，第八子，隋朝上开府仪同三司、石州诸军事、石州刺史、阳林县公[45]

## 延伸阅读
[在维基数据编辑]
 《周書·卷26》，出自令狐德棻《周書》